# Municipio de Växjö
El municipio de Växjö (en sueco: Växjö kommun) es un municipio en la provincia de Kronoberg, al sur de Suecia. Su sede se encuentra en la ciudad de Växjö. El municipio actual fue creado en 1971 cuando la ciudad de mercado (köping) de Växjö se fusionó con los municipios circundantes. El número de entidades originales incluidas en el municipio actual es de 29.

## Localidades
Hay 12 áreas urbanas (tätort) en el municipio:
| #  | Tätort    | Población |
| -- | --------- | --------- |
| 1  | Växjö     | 66 275    |
| 2  | Rottne    | 2240      |
| 3  | Lammhult  | 1781      |
| 4  | Ingelstad | 1667      |
| 5  | Braås     | 1608      |
| 6  | Gemla     | 1498      |
| 7  | Åryd      | 671       |
| 8  | Åby       | 447       |
| 9  | Furuby    | 349       |
| 10 | Nöbbele   | 244       |
| 11 | Tävelsås  | 225       |

## Ciudades hermanas
Växjö está hermanado o tiene tratado de cooperación con:
| - Almere, Países Bajos - Duluth, Estados Unidos - Kaunas, Lituania | - Lancaster, Reino Unido - Lohja, Finland - Pobiedziska, Polonia | - Ringerike, Noruega - Schwerin, Alemania - Skagaströnd, Islandia |